# Hull Point
Der Hull Point ist eine bis zu 15 m hohe Landspitze an der Südküste von King George Island im Archipel der Südlichen Shetlandinseln. Sie liegt am nordöstlichen Ufer der Legru Bay. Die Landspitze besteht aus einem Bergrücken mit nordwest-südöstlicher Ausrichtung und einem Sandstrand auf der Nordostseite.
Das UK Antarctic Place-Names Committee benannte sie 1958 nach dem irischen Geologen Edward Hull (1829–1917), Leiter des Geological Survey of Ireland.